# Enteropsis chattoni
Enteropsis chattoni is een eenoogkreeftjessoort uit de familie van de Enteropsidae. De wetenschappelijke naam van de soort is voor het eerst geldig gepubliceerd in 1961 door Monniot.